# جردن نورا
جردن نورا (انگلیسی: Jordan Nwora؛ زادهٔ ۹ سپتامبر ۱۹۹۸) بازیکن بسکتبال اهل ایالات متحده آمریکا است.